# 5172 Йосіюкі
5172 Йосіюкі (5172 Yoshiyuki) — астероїд головного поясу, відкритий 28 жовтня 1987 року.
Тіссеранів параметр щодо Юпітера — 3,559.
Названо на честь Йосіюкі (яп. よしゆき(好幸)).